# Orthotomus sepium
Costureiro-javanês ou costureiro-de-java (Orthotomus sepium) é uma espécie de ave da família Cisticolidae.
Pode ser encontrada nos seguintes países:  Indonésia e Singapura.